# Sopot (općina)
Općina Sopot (srpski: Општина Сопот) je općina u sastavu grada Beograda u Srbiji.

## Stanovništvo
Prema popisu stanovništva iz 2002. godine općina je imala 20.192 stanovnika.

## Administrativna podjela
Općina Sopot ima površinu od 271 kvadratnih kilometara te je podjeljena na 17 naselja.
Babe • Guberevac • Drlupa • Dučina • Đurinci • Mala Ivanča • Mali Požarevac • Nemenikuće • Parcani • Popović • Ralja • Rogača • Ropočevo • Sibnica • Slatina • Sopot • Stojnik

## Vanjske poveznice
- Informacije o općini  Arhivirana inačica izvorne stranice od 3. veljače 2009. (Wayback Machine)